# 查爾斯·索恩
查尔斯·索恩（英語：Charles Thorn，1946年8月14日—）是美國佛罗里达大学的物理学教授。 他在对偶模型與弦理论的发展中发挥了重要貢獻。 贡献之一是在弦论中证明了鬼場(ghost)的不存在。戈达德-索恩定理是关于弦论中某些向量空间的结果。索恩与Peter Goddard一起开发了它。

## 教育和个人生活
索恩在麻省理工学院(MIT) 获得物理学学士学位，并完成了博士学位。 1971 年在Stanley Mandelstam的指导下获得加州大学伯克利分校物理学博士学位。他曾在 MIT 和CERN担任博士后职位。 

## 研究
索恩还开发了一种基于「弦位元」(string bits)概念的弦理论方法。  在这种形式主义中，时空的一个维度似乎是动态的。基本自由度在一个较低维度的表面上传播，从而给出全息理论。
他於1989年因「對於基本粒子理論的重要貢獻」當選美國物理學會院士。